# 福井慶子
福井 慶子（ふくい けいこ、1930年 - ）は、福井県出身の小説家。東京都在住。夫は、小説「空よ」で直木賞候補になった作家福井馨。子は、受験アドバイザーの福井一成。

## 経歴
福井県立高等女学校（現・福井県立藤島高等学校）卒業。一時期、丹羽文雄に師事して、作品『無月』を著わす。夫の福井馨が視力低下したために、口述筆記を始めることとなった。以後、作家として頭角を現す。
1985年、福井馨と二人三脚で著した口述筆記の作品『風樹』（鳥取県を舞台にした純文学作品）で、第13回平林たい子文学賞を受賞。その後も数々の作品を著している。

## 著書
- 『記念樹』（ＴＯＰ企画、1992年）
- 『黄色い海』（定年時代新書、2008年）